# Paracoccidioidomycosis
A paracoccidioidomycosis egy gombás fertőzés, melyet a  Paracoccidioides brasiliensis gombafaj okoz.

## Betegség
A paracoccidioidomycosis egy szistémás mikózis, melyet a Paracoccidioides dimorf gomba okoz. Gyakran fertőződnek meg a nyálkahártyák, a nyirokcsomók, a csontok és a tüdő. Az első fertőzés általában egy tünetmentes betegség, amely a histoplasmosishoz hasonló.
Fiatalokban a betegség progresszív formája magas lázzal és gyengeséggel jár, generalizált  lymphadenopathia és tüdőgyulladás figyelhető meg. A leggyakoribb a paracoccidioidomycosis  felnőttkori formája, amelyet valószínűleg a betegség ismételt fellángolása okoz.

## Kezelés
A paracoccidiodomycosis hagyományos gyógyszerei a szulfonamidok.
Oliveira Ribeiro kezdte használni őket és több mint ötven évig jó eredményekkel használták. A legjobb gyógyszereknek a  sulfadimethoxime, szulfadiazin és a  cotrimoxazole bizonyultak. A kezelés általában biztonságos, de súlyos mellékhatások is jelentkezhetnek, mint a Stevens Johnson szindróma és az agranulocytosis. A teljes gyógyuláshoz néha 3 éves kezelés szűkséges, de a visszaesés sem ritka.
Gombaellenes gyógyszerek, mint az Amphotericin B és a Ketoconazole szintén hatékonyak lehetnek a fertőzés kezelésében de a szulfonamidoknál sokkal költségesebbek.

## Külső hivatkozások
- Overview at University of Adelaide